# Blackburn Velos
Blackburn T.3 Velos – brytyjski wodnosamolot pływakowy z okresu międzywojennego.

## Historia
Po rozpoczęciu produkcji seryjnej w wytwórni Blackburn Aircraft Limited samolotu torpedowego Blackburn T.2 Dart zainteresowała się nim marynarka wojenna Grecji, która zwróciła się do wytwórni o opracowanie wodnosamolotu torpedowego. 
W wytwórni, bazując na samolocie Blackburn T.2 Dart opracowano samolot, który otrzymał oznaczenie T.3 Velos, jako wodnosamolot pływakowy, przy czym istniała możliwość wymiany pływaków na podwozie kołowe. Oblot nowego samolotu odbył się w październiku 1925 roku i po niezbędnych badaniach został wprowadzony do produkcji. Zbudowano wtedy 8 samolotów tego typu dla Grecji. Ponadto na podstawie licencji rozpoczęto również produkcję tych maszyn w wytwórni samolotów w Faleron w Grecji, gdzie zbudowano 12 egzemplarzy, które otrzymały oznaczenie T.3A.
Później zbudowano jeszcze 2 samoloty w Wielkiej Brytanii z metalowymi pływakami, które zaprezentowano w państwach Ameryki Południowej z zamiarem eksportu na ten rynek, jednak nie spotkały się z zainteresowaniem. Łącznie zbudowano 22 samoloty w obu wersjach.

## Służba
Samoloty Blackburn T.3 Velos w 1926 roku zostały wprowadzone do dywizjonu obrony wybrzeża lotnictw marynarki wojennej Grecji, początkowo używano ich jako wodnosamolotów torpedowych. Maszyny służyły w lotnictwie greckim do 1936 roku. Natomiast samoloty, które pozostały w Wielkiej Brytanii, zostały użyte jedynie do pokazów.

## Konstrukcja
Samolot Blackburn T.3 Velos to jednosilnikowy dwupłat o konstrukcji mieszanej, kabina odkryta, podwozie pływakowe z możliwością zamontowania podwozia kołowego w miejsce pływaków. Napęd stanowił jeden silnik rzędowy. Uzbrojenie stanowił ruchomy karabin maszynowy obsługiwany przez obserwatora i bomby o masie 650 kg lub zamiennie jedna torpeda kal. 457 mm umieszczona pod kadłubem.